# 多扶镇
多扶镇，是中华人民共和国四川省南充市西充县下辖的一个乡镇级行政单位。2019年10月，撤销扶君乡和金山乡，将其所属行政区域划归多扶镇管辖。

## 行政区划
多扶镇下辖以下地区：
中心街社区、金龟寺村、凤凰山村、西三井村、鹭鸯沟村、潮音寺村、燕子寺村、三节桥村、多宝观村、三面峰村、田坝子村、万伯堰村、马槽沟村、兴隆湾村、黄竹坝村、老林沟村、破头山村和西南桥村。